# Gitaneta de prat
La gitaneta de prat (Zygaena trifolii) és una espècie de lepidòpter ditrisi de la família dels zigènids (Zigaenidae), freqüent a Europa.

## Característiques
És una espècie d'arna diürna de mida petita (envergadura 3-4 cm). Les seves característiques més destacables són les seves antenes dentades i la seva coloració aposemàtica (coloració d'advertència, donat que és tòxica). Les ales són de color negre metàl·lic, cada una amb 5 taques vermelles, que la distingeix de la seva congènere la gitaneta de la filipèndula (Z. filipendulae) que presenta 6 taques en cada ala.

## Distribució
Normalment la trobem al sud de la Gran Bretanya, Europa i les costes de Marroc.

## Cicle de vida
Les erugues s'alimenten del gran trèvol Lotus pedunculatus, groc i generalment vertical i, per tant, molt més alt. Aquest trèvol es produeix només als prats humits. Zigaena trifolii hiverna (de vegades durant dos hiverns) com una larva; es converteix en pupa a principis d'estiu dins d'un capoll unit a un bri d'herba.

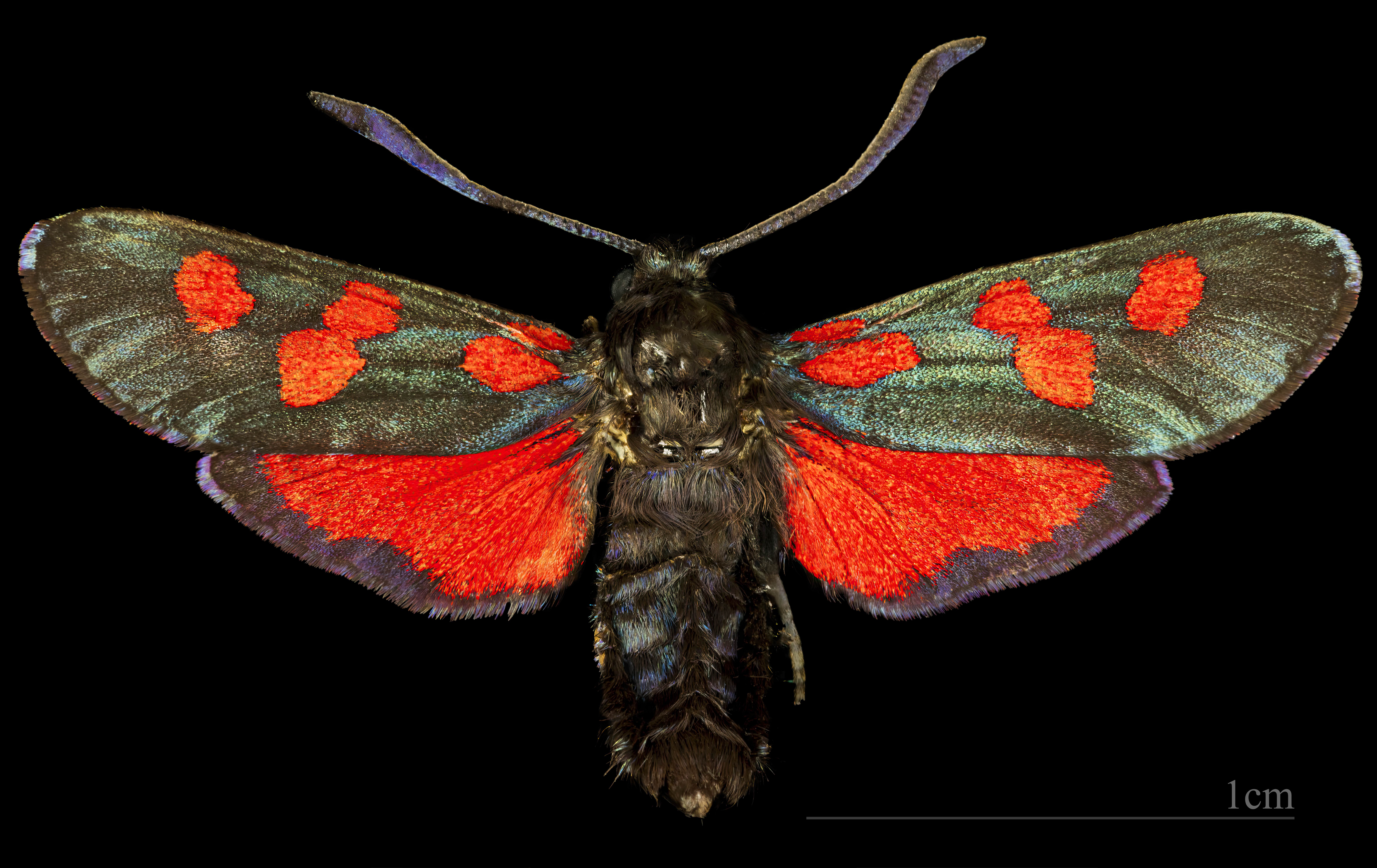
♂
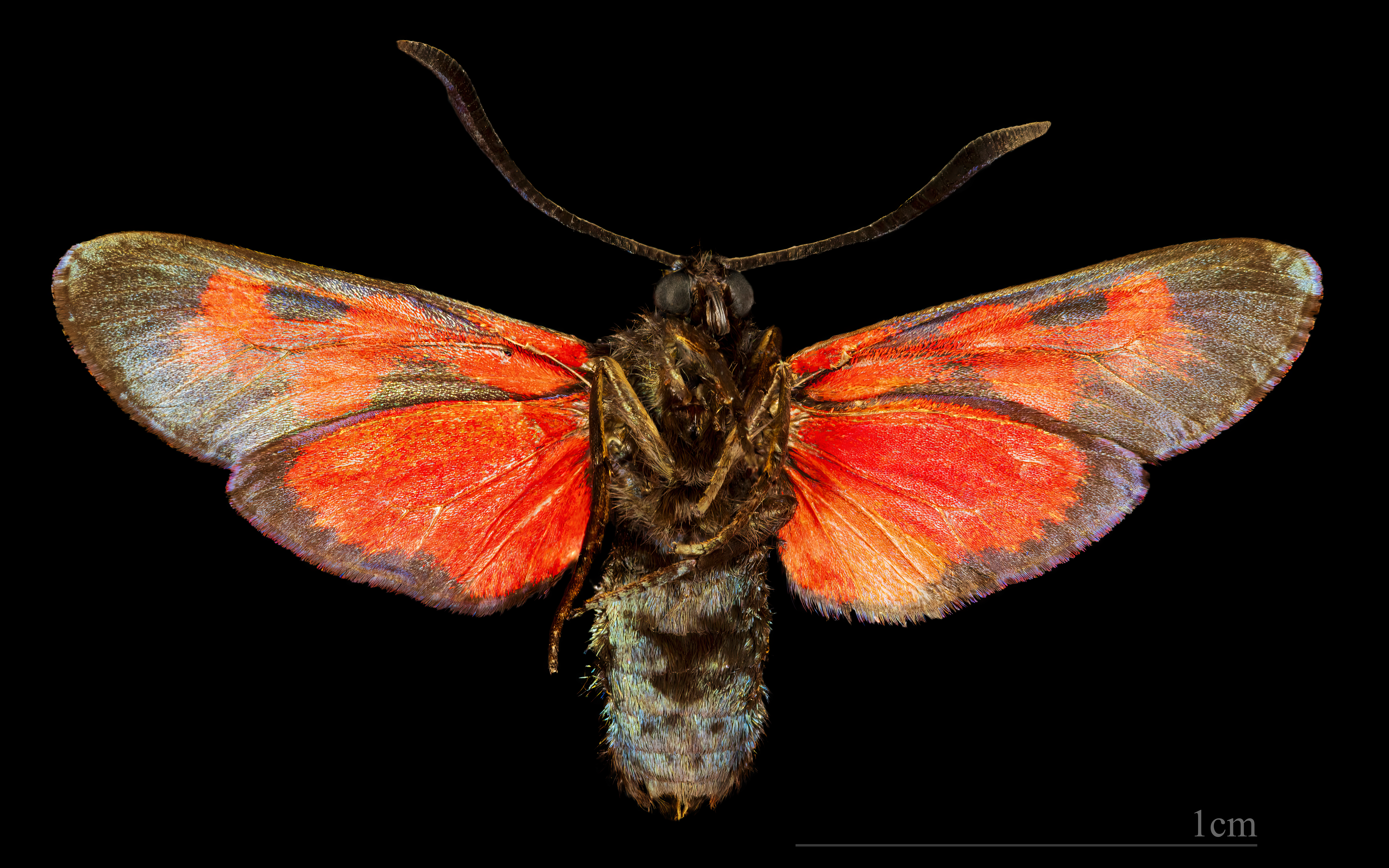
♂ △
♀
♀ △